# Beaupont
Beaupont är en kommun i departementet Ain i regionen Auvergne-Rhône-Alpes i östra Frankrike. Kommunen ligger  i kantonen Coligny som ligger i arrondissementet Bourg-en-Bresse. Kommunens areal är 14,07 km². År 2022 hade Beaupont 717 invånare.

## Befolkningsutveckling
Antalet invånare i kommunen Beaupont
Referens: INSEE